# Empoli Football Club 1976-1977
Questa voce raccoglie le informazioni riguardanti l'Empoli Football Club nelle competizioni ufficiali della stagione 1976-1977.

## Rosa
| N. |                   | Ruolo | Calciatore         |
| -- | ----------------- | ----- | ------------------ |
|    | Italia (bandiera) | A     | Ermanno Beccati    |
|    | Italia (bandiera) | D     | Antonio Berni      |
|    | Italia (bandiera) | A     | Sergio Biliotti    |
|    | Italia (bandiera) | C     | Carlo Cappotti     |
|    | Italia (bandiera) | D     | Giorgio Casarotto  |
|    | Italia (bandiera) | A     | Ezio Castellucci   |
|    | Italia (bandiera) | C     | Massimo Ceccato    |
|    | Italia (bandiera) | D     | Luigi Dainese      |
|    | Italia (bandiera) | C     | Ettore Donati (II) |
|    | Italia (bandiera) | C     | Giuliano Farinelli |
|    | Italia (bandiera) | A     | Oliviero Garlini   |
|    | Italia (bandiera) | C     | Paolo Guerrini     |

| N. |                   | Ruolo | Calciatore          |
| -- | ----------------- | ----- | ------------------- |
|    | Italia (bandiera) | D     | Maurizio Londi      |
|    | Italia (bandiera) | D     | Giovanni Mariani    |
|    | Italia (bandiera) |       | Nencioni            |
|    | Italia (bandiera) | C     | Fabrizio Neri       |
|    | Italia (bandiera) | D     | Mauro Nuti          |
|    | Italia (bandiera) | C     | Roberto Papa        |
|    | Italia (bandiera) | D     | Mauro Saccoccio     |
|    | Italia (bandiera) | D     | Roberto Scarpellini |
|    | Italia (bandiera) | P     | Oriano Testa        |
|    | Italia (bandiera) | D     | Marco Visintin      |
|    | Italia (bandiera) | A     | Nicola Zanone       |